# Barco Espejo
Barco Espejo, nombre por el que se conoce al barco Pesuarsa II, era un pesquero congelador argentino de casco de acero, construido en el año 1973 por el astillero Factorías Vulcano de España con el nombre de TUI. Sus dimensiones en metros eran: eslora 72,05 m;manga 12,50 m; puntal 7,35 m y estaba propulsado por dos motores diésel MAN. Pertenecía a la empresa Bajamar S. A.
El 10 de junio de 1996 se hundió en el sitio de amarre Nº 11 del puerto argentino de Quequén, quedando con una escora de 135°. En el año 1998 fue reflotado por la empresa de salvamento Raúl Negro y Compañía.
Posteriormente fue remolcado y varado en la playa de Bahía de los Vientos, al Norte de Quequén.
Allí permaneció durante 17 años, convirtiéndose en un clásico del paisaje de Quequén. En agosto del 2015, su estructura colapsó por el embate de las olas y sus restos se perdieron bajos las aguas, quedando a la vista sólo una mínima parte de la cubierta.     